# Lilian
Lilian est un prénom masculin  , célébré le 27 juillet. Il peut faire référence à :
- un prénom féminin Lilian
- Le prénom Lilian est la transcription italienne de Liliane. Lilian figure depuis son introduction dans le palmarès italien des prénoms masculins les plus appréciés. Il se diffusa également dans le monde anglophone et réussit même à détrôner Marius. En France,Lilian a démarré son expansion dans les années 1920 et a connu un certain succès dans les années 1950. Il demeure actuellement assez répandu et tient encore tête à Marius.
  - Lylian Payet (1945-), un homme politique.
- Pour l'ensemble des articles sur les personnes portant ce prénom, consulter :
  - la liste des articles dont le titre commence par ce prénom
  - les listes produites par Wikidata : Liste des personnes de prénom « Lilian » — même liste en incluant les éventuels prénoms composés qui contiennent « Lilian ».